# Havel z Lemberka
Havel z Lemberka († snad 1255) někdy též zvaný jako Havel z Jablonného (Gallus/Havel di Yablonni), či Havel z Markvartic, nebo též Havel z Kotwice (Hruštice), v německé podobě Gallus von Lämberg, byl český šlechtic, kladský purkrabí, zakladatel hradu Lemberk nedaleko Jablonného v Podještědí. Poházel z rodu Markvarticů a stal se zakladatelem rodu Lemberků. Jeho manželkou se stala Zdislava z Lemberka, svatořečená v roce 1995.

## Markvarticové

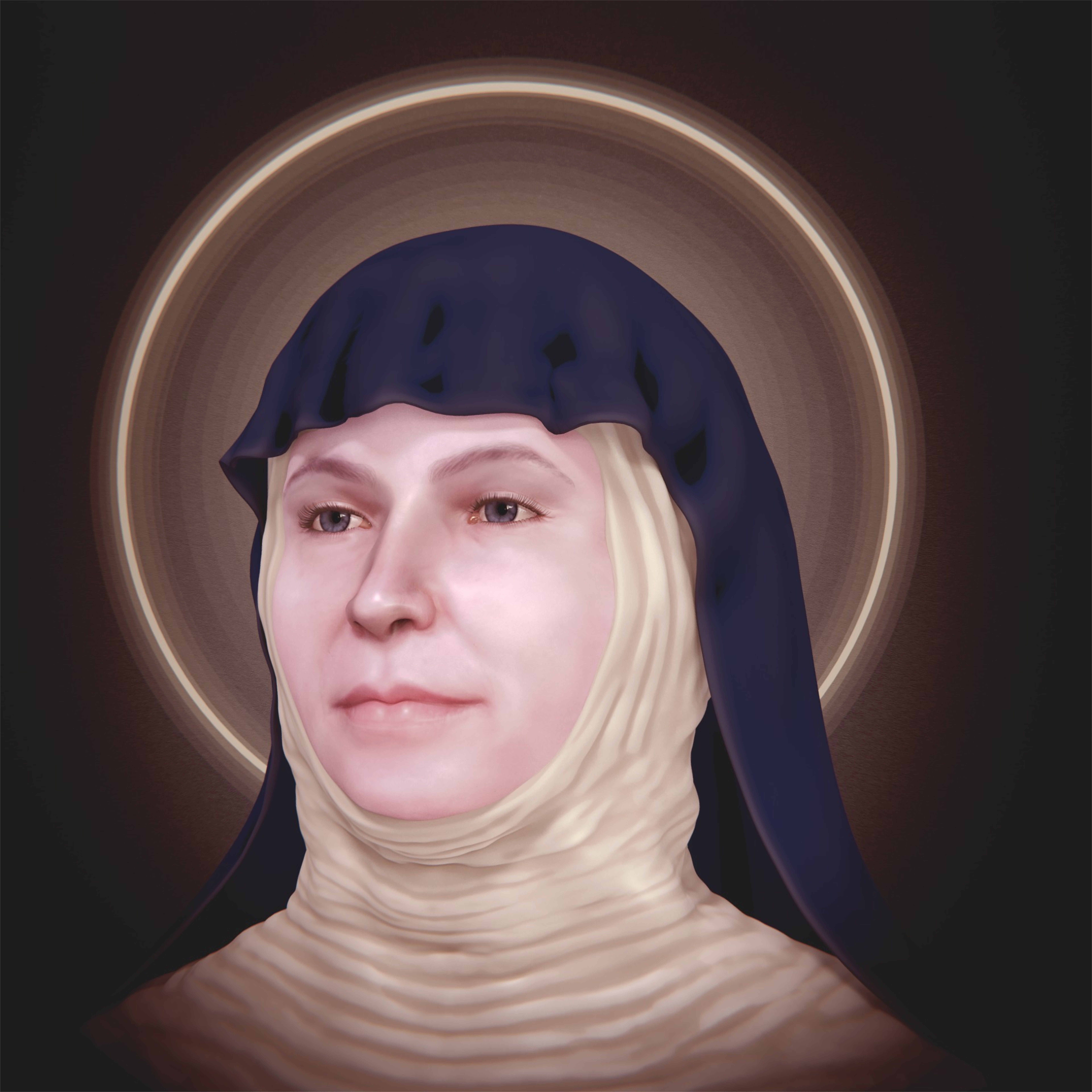
Možná podoba obličeje Zdislavy z Lemberka.

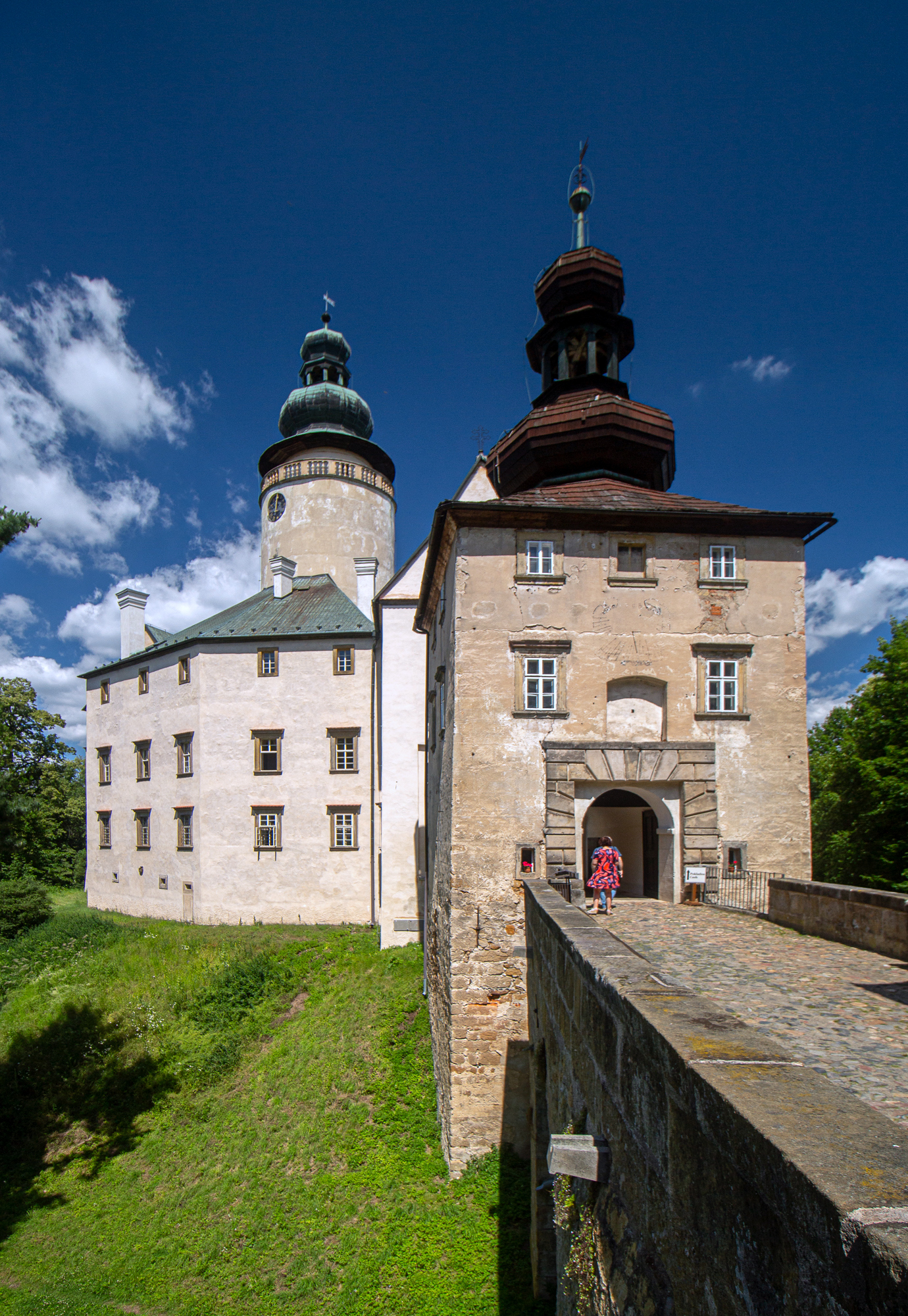
Branská věž, vstupní část zámku

Rod Markvarticů, ze kterého Havel pocházel, svůj rozsáhlý majetek získal za službu Přemyslovcům od 12. století. Prvním ze známých byl díky zprávě z roku 1159 Markvart I., jehož vnukem byl Markvart II. z Března, zmiňovaný roku 1220 jako purkrabí v Děčíně. Tento Markvart II. z Března si vzal za ženu Hostilku a měli spolu tři syny – Havla (později z Lemberka), Jaroslava a mladšího Markvarta III, (později z Ostrého).

## Havlův život
Patřil k předním osobnostem u dvora krále Václava I., byl jeho věrným stoupencem i za sporů s jeho synem Přemyslem v letech 1247–1249. Za své věrné služby dostal funkci kladského kastelána a také i jakéhosi dozoru nad markrabětem Přemyslem po potlačení jeho povstání. Sídlil v obci Vlčkovice (Wolfelsdorf), později zvané Hawelwerde = Havlova obec, dnešní Wilkanów (Polsko).[zdroj?] Je připomínán v různých pramenech z let 1233 až 1255, roce jeho skonu.
Pravděpodobně v Brně se zasnoubil se svou budoucí ženou, Zdislavou z Křižanova, kterou si vzal zřejmě roku 1237. Narodily se jim asi čtyři děti – spolehlivě doložení synové Havel II., Jaroslav a Zdislav a snad i dcera Markéta, o níž se zmiňuje Žďárská kronika.
V roce 1240 se psal Havel di Yablonni (z Jablonného), v témže roce založil poblíž něj hrad Löwenberg (Lvová, Lämberg), tedy dnešní Lemberk. Jeho panství bylo ze západu ohraničené Lužickými a od východu Jizerskými horami.
V roce 1241 je uváděn Gallus, fillius Marquardi de Lewenberch, tedy v překladu Havel, syn Markvarta z Lemberka jako majitel hradu Lemberk.
Spolu se Zdislavou založili v roce 1237 opevněný klášter johanitů a městečko se špitálem Český Dub, kde také později Zdislava léčila nemocné. Další, dominikánský klášter založili roku 1250 v Jablonném.

### Synové Havla z Lemberka
Nejstarším synem byl Havel II. z Lemberka, který zastával v letech 1266–1269 na dvoře Přemysla Otakara II. funkci nejvyššího číšníka a držel po otci panství Kladské, které mu však král později odebral. Druhým synem byl Zdislav, zakladatel hradu Zvířetice. On i jeho synové se psali z Lemberka, synové a vnuci později páni ze Zvířetic.
Třetí syn Jaroslav z Lemberka († 1253) si ponechal v držení hrad Lemberk, založil i město Turnov a jeho čtyři synové v držení panství jako páni z Lemberka dále pokračovali.